# ناحیه مالا
ناحیه مالا یکی از شانزده ناحیه ای است که استان کانیته کشور پرو را تشکیل می‌دهد. این ناحیه در بخش لیما، تحت مدیریت دولت منطقه ای استان لیما واقع شده‌است. از شمال با مناطق سن آنتونیو و سانتا کروز د فلورس و از جنوب با ناحیه آسیا در تپه‌های کامپانا و سنیزو، از شرق با ناحیه کالانگو، در محلی به نام توتومیتو، از جنوب شرقی با ناحیه کوایلو و از غرب با اقیانوس آرام هم‌مرز می‌باشد. ناحیه مالا مکانی ایده‌آل برای داشتن یک خانه روستایی است چراکه در این ناحیه می‌توانید از طبیعت و ساحل لذت ببرید.